# 生徒諸君!
『生徒諸君！』（せいとしょくん）は、庄司陽子による日本の学園漫画。『週刊少女フレンド』（講談社）にて1977年18号から1985年9号まで連載された。また、外伝が『ハローフレンド』（講談社）にて1983年12月号から1984年1月号まで掲載された。1978年度第2回講談社漫画賞少女部門を受賞。2010年3月時点でシリーズ累計発行部数は2500万部を突破している
この作品を原作にして1984年に実写映画が制作され、1980年と1987年にはテレビドラマが、1986年にはテレビアニメが制作された。
2003年からこの作品の続編となる『生徒諸君!教師編』が連載され、2007年4月にテレビドラマ化された。2010年からは『教師編』の続編（第3部）にあたる『生徒諸君! 最終章・旅立ち』が2019年3月まで連載された。2019年7月よりナッキーが旅立ってから数年後の世界を描く『生徒諸君! Kids』を連載開始した。

## あらすじ
聖美第四中学校2年A組にやってきた転校生・北城尚子。ナッキーの愛称を持つ彼女は、自分に素直な感性と快活さで学園生活に新たな風を巻き起こす。やがて彼女を慕うクラスメイトたちと悪たれ団を結成。中学、高校、大学、そして社会に出るまでの間に、学校行事や進学、恋愛、家庭事情などさまざまな出来事を経験しながら、ナッキーと彼らは強い友情を育みつつ成長していく。

## 主な登場人物

### 悪たれ団
ナッキーが最初に名づけた名前は『聖美悪たれ伝を作る会』だったが、この名称は物語の冒頭でしか登場しない。メンバーは加入順。
北城 尚子（きたしろ なおこ）
主人公。聖美第四中学校2年A組にやってきた転校生。愛称「ナッキー」。裕福な家庭に生まれるが、双子の姉・真理子（愛称「マール」）が生まれつき極度に病弱であったため青森県に住む祖父母に育てられる。彼女はマールと母が写った七五三の写真を見て、勉強も遊びもすべてを全力でマールの分、二人分生きようと思った。学業は学年全国トップクラスでその上運動万能、人望も厚い。中学ではソフトボール部、高校では女子バスケットボール部に所属。自身の体験から学生生活の大切さを伝えるべく中学教師を目指す。
岩崎 祝（いわさき はじめ）
ナッキーが転入当時隣席になった縁で、最初の悪たれ団メンバーとなる。バスケットボール部に所属。身長は低いが敏捷な動きで交代要員として活躍。愛称「ばかめ」「チビ（高校に入り身長が伸びた為使われなくなった）」。学業は振るわなかったが、ナッキーと同じ瑞穂高校への進学を志し猛勉強の末に補欠入学。低身長を生かしたプレイを編み出し、レギュラーの座を勝ち取る。体育大学へ進学後もバスケットを続けていたが、全日本選手に選ばれる直前に沖田との喧嘩で網膜剥離を患い、選手をあきらめ教職の道へ。ナッキーを陰に日向に支える大切な存在となっていく。小西初音の恋人である守という兄がいる。
五月野 舞子（さつきの まいこ）
2年A組の副委員長。美術部に所属。ナッキーの転入初日に祝と共に校内を案内し、飛島を紹介する。僚一に長らく片思いしていたが、中3の夏祭りの夜ようやく告白、めでたく両思いとなる。ふだんはおしとやかだが、マールに失恋し落ち込んでいた僚一を叱りつけるなど、しっかり者のところがある。薬科大学へ進学。将来は田村病院の院長夫人。2歳下の妹 愛子がいる。愛称「舞ちゃん」。
小西 初音（こにし はつね）
片思いしていた祝を取られると思い込みナッキーに文句をつけるが和解、メンバーとなる。家庭的な性格で、ナッキーに『日本二のお母さんになれる』と称された(日本一はナッキーの母親：ナッキー談)。中学校では家庭部に所属。高校2年のときレイプされ一時東京を離れるが、悪たれ団の友情と祝の兄・岩崎守の愛情で立ち直り、後に守と結婚する。子供も二人持っている。
田村 僚一（たむら りょういち）
2年A組の委員長。クラス一の秀才で田村病院のあととり。学業第一のまじめな性格で、ナッキー達の振舞いを当初は苦々しく思っていたが、体育祭で1位を取った者だけが貰える「緑色のネッカチーフ」の獲得を機に心を開き、メンバーとなる。医科大学在学中に舞子と婚約。愛称「委員長」。
沖田 成利（おきた なるとし）
大阪から来た編入生。ナッキーたちが進級した3年F組にやってくる。自称『大阪の悪たれ』でナッキーたちのことを「鼻たれ団の間違いでっしゃろ?」とからかうが、後に意気投合しメンバーとなる。母 久美子は幼少時に他界しており、トラック運転手である父と二人暮らし。高校・大学ではワンダーフォーゲル部に所属。ナッキーをめぐって祝と争うも、大学2年の時、冬の穂高で遭難事故に遭い命を落とす。

### ナッキーたちをめぐる友人・先輩・ライバル・生徒
清水キャプテン
聖美四中ソフトボール部キャプテン。ポジションはピッチャーで、高校からスカウトが来るほどの実力の持ち主。街子という妹もいる。
鎌坂キャプテン
同部副キャプテン。ポジションはショート。転校して来たナッキーの素質を見抜きソフト部にスカウトする。清水キャプテン卒業後はキャプテンに昇格。
遠峰淳子
私立竜山寺高校バスケ部のキャプテン。かなりの力と実力がある。祝に片思いをしていた。ナッキーになろうと付き合っていたもののすぐに別れた。
守谷高雄
瑞穂高校バスケ部キャプテンで生徒会長でもあった。成績もトップクラス。
阪東太郎
ナッキーが教育実習で男子中学の国分学園に行った時に出会った総番長の2年生。力もあり頭の良いカリスマ的存在だが、空手道場にいる姉たちに一度も勝った事がない。ある日、傷だらけになりナッキーの家に来た事がある。好きになった子敦子の兄、駒井という暴走族と闘ったのだった。しかし阪東は敦子を愛していたので、彼は再び駒井と闘う。面影が沖田と似ている。
駒井敦子
兄駒井より7つ年下の妹。兄と幼い頃から二人暮らし。暴走族の環境で育ったせいか、気が強く、男顔負け度胸の持ち主。だか芯はとてもあたたかい。14歳の時、阪東と付き合い始めるが、兄に猛反対され、1対1の大ケンカになった。阪東がボロボロになった時、「やめて」と叫んだ敦子は阪東の代わりに兄のパンチに受け倒れた。ちょっと気の弱い阪東のことを愛している。
清水街子
ナッキーが教育実習で聖美中に行った時に出会った中1不登校児。だかナッキーの言葉で前向きに生きようと決めた。それからソフト部に入部。清水キャプテンの妹。

### その他の主要人物
飛島 峻（とびしま しゅん）
3年生で美術部の先輩。画家志望。ナッキーの想い人であり、ナッキーの本質を早くに見抜いた人物。父 青一（せいいち）は世界的に有名な画家。ナッキーに自作の絵を届けに行く際に交通事故に遭い、利き腕の右手が不自由となる。マールとのふれあいから左手で絵を描けるようになり、マールと婚約。マールの死後は世界を渡り歩きながら絵を描き続けている。3歳下の弟 遥がいる。
飛島 遥（とびしま よう）
峻の弟で小学6年生。再婚した母親の連れ子だったため、峻との血の繋がりはない。事故の間接的な原因となったナッキーを憎むも、後に和解。聖美第四中学校に入学後、祝を慕いバスケットボール部に入部。その後も祝の後を追い続け、大学在籍時には全日本選手に選ばれる。
北城 真理子（きたしろ まりこ）
ナッキーの双子の姉。生まれつき病弱なため学校には通っていない。愛称「マール」。あやとりと編み物が得意。僚一に贈られたリンクスという子犬を可愛がっていた。16歳で夭折したものの・・
金田 巌（かねだ いわお）
聖美第四中学校の国語教師で、2年A組の担任。あだ名は「ガマダ」。淑子先生に思いを寄せていたが、悪たれ団の活躍によりめでたく結婚できた。以後、妻の淑子と共にナッキーたちを温かく見守る存在となる。ナッキーが教育実習で聖美四中に帰ってきたときは指導教員を務めた（計算上、聖美四中に7年以上勤続していることになる。これは連載当時には東京都内の公立中学校の在職年齢としてそう珍しいものではなかった）。
杉山 淑子（すぎやま としこ）
聖美第四中学校の家庭科教師。金田と結婚し二児を授かる。
高見沢 正博（たかみざわ まさひろ）
瑞穂高校の教諭で、1年C組の担任。ガマダの大学の後輩。中学の時に姉を亡くしシスターコンプレックスになる。悪たれ団の策略も手伝い、堀内と結婚することとなる。
堀内 知子（ほりうち ともこ）
瑞穂高校の養護教諭。婚約者を事故で失い、以後結婚する意思をなくすも高見沢に求婚される。眼鏡を外した顔が高見沢の姉に非常に似ているらしい。
北城 未知子（きたしろ みちこ）ナッキーの母。夫の誠士とは駆け落ち結婚だった。赤ん坊のマールが長く生きられないと知り、マールの育児に専念するためにナッキーを実家に預けた（このことは後々まで両者の心の傷となっていく）。ナッキー14歳のときマールの余命が残りわずかと知り、ナッキーを引き取った。マールの死後、その精神的ショックから一時ナッキーをマールと思い込む。
北城 誠士（きたしろ せいじ）ナッキーの父。世界的なホテルグループ『ホテル・ユニオン』の社長。落ち着いた人格者で、家族を心から愛している。
岩崎 守（いわさき まもる）祝の兄。家業を手伝いながら作家を目指している。事件に巻き込まれて失意のうちにあった初音を立ち直らせて後に結ばれる。後に「悪たれ団」をモデルとした小説で新人賞を獲得して作家デビューすることになる。
岩崎家の人々岩崎酒店を経営。婿養子で気弱な性格の父とパワフルなおかみさんタイプの母、長男・守（小説家の卵）と次男・祝の4人暮らし。母親は裕福な北城家とは身分が違いすぎると、末息子とナッキーの関係に難色を示す。
蒔枝校長（まきえだこうちょう）聖美第４中学校校長。ナッキーが転校して間もないころ、ナッキーが打ったホームランボールが校長室の窓を突き破って校長の頭を直撃した。悪たれ団結成後は何かとハラハラさせられるも、金田夫妻とともに生徒達を暖かく見守る。ナッキー達の卒業式にはホームランボールでぶつけられ出来た瘤入りの銅像が建てられた。卒業後は岩崎守夫妻の仲人にもなったり交流がある。

## 書誌情報

### 単行本
- 庄司陽子 『生徒諸君！』 講談社〈講談社コミックスフレンド〉、全24巻
  1. 1978年2月15日第1刷発行、ISBN 4-06-109761-X
  2. 1978年4月15日第1刷発行、ISBN 4-06-109762-8
  3. 1978年7月15日第1刷発行、ISBN 4-06-109763-6
  4. 1978年10月15日第1刷発行、ISBN 4-06-109764-4
  5. 1979年2月15日第1刷発行、ISBN 4-06-109765-2
  6. 1979年5月15日第1刷発行、ISBN 4-06-109766-0
  7. 1979年7月15日第1刷発行、ISBN 4-06-109767-9
  8. 1979年10月15日第1刷発行、ISBN 4-06-109768-7
  9. 1980年1月15日第1刷発行、ISBN 4-06-109769-5
  10. 1980年3月15日第1刷発行、ISBN 4-06-109770-9
  11. 1980年7月15日第1刷発行、ISBN 4-06-173851-8
  12. 1981年5月15日第1刷発行、ISBN 4-06-173852-6
  13. 1981年9月15日第1刷発行、ISBN 4-06-173853-4
  14. 1981年12月15日第1刷発行、ISBN 4-06-173854-2
  15. 1982年5月15日第1刷発行、ISBN 4-06-173855-0
  16. 1982年12月15日第1刷発行、ISBN 4-06-173966-2
  17. 1983年3月15日第1刷発行、ISBN 4-06-173967-0
  18. 1983年7月14日第1刷発行、ISBN 4-06-173968-9
  19. 1983年10月14日第1刷発行、ISBN 4-06-173969-7
  20. 1984年2月14日第1刷発行、ISBN 4-06-173970-0
  21. 1984年6月14日第1刷発行、ISBN 4-06-176021-1
  22. 1984年9月14日第1刷発行、ISBN 4-06-176022-X
  23. 1985年2月14日第1刷発行、ISBN 4-06-176023-8
  24. 1985年6月14日第1刷発行、ISBN 4-06-176024-6
- 庄司陽子 『生徒諸君！外伝 沖田成利編』 講談社〈講談社コミックスフレンド〉、1984年4月14日第1刷発行（4月3日発売[2]）、ISBN 4-06-176008-4
- 庄司陽子 『生徒諸君！教師編』 講談社〈BE LOVE KC〉、全25巻

- 庄司陽子 『生徒諸君！最終章・旅立ち』 講談社〈BE LOVE KC〉、全30巻

- 庄司陽子 『生徒諸君！ Kids』 講談社〈BE LOVE KC〉、既刊16巻（2025年6月13日現在）
  1. 2019年10月11日発売[3]、ISBN 978-4-06-517223-0
  2. 2020年2月13日発売[4]、ISBN 978-4-06-518624-4
  3. 2020年7月13日発売[5]、ISBN 978-4-06-519752-3
  4. 2020年10月13日発売[6]、ISBN 978-4-06-521128-1
  5. 2021年2月12日発売[7]、ISBN 978-4-06-522262-1
  6. 2021年6月11日発売[8]、ISBN 978-4-06-523644-4
  7. 2021年10月13日発売[9]、ISBN 978-4-06-525696-1
  8. 2022年2月10日発売[10]、ISBN 978-4-06-526913-8
  9. 2022年6月13日発売[11]、ISBN 978-4-06-528204-5
  10. 2022年10月13日発売[12]、ISBN 978-4-06-529566-3
  11. 2023年2月13日発売[13]、ISBN 978-4-06-530821-9
  12. 2023年7月13日発売[14]、ISBN 978-4-06-532481-3
  13. 2023年12月13日発売[15]、ISBN 978-4-06-533977-0
  14. 2024年5月13日発売[16]、ISBN 978-4-06-535561-9
  15. 2024年10月11日発売[17]、ISBN 978-4-06-537206-7
  16. 2025年6月13日発売[18]、ISBN 978-4-06-539917-0

### 文庫版
- 庄司陽子 『生徒諸君！』 講談社〈講談社漫画文庫〉、全12巻
  1. 1995年12月5日発売[19]、ISBN 4-06-260162-1
  2. 1995年12月5日発売[20]、ISBN 4-06-260163-X
  3. 1995年12月5日発売[21]、ISBN 4-06-260164-8
  4. 1996年1月11日発売[22]、ISBN 4-06-260171-0
  5. 1996年1月11日発売[23]、ISBN 4-06-260172-9
  6. 1996年1月11日発売[24]、ISBN 4-06-260173-7
  7. 1996年2月8日発売[25]、ISBN 4-06-260174-5
  8. 1996年2月8日発売[26]、ISBN 4-06-260175-3
  9. 1996年2月8日発売[27]、ISBN 4-06-260176-1
  10. 1996年3月11日発売[28]、ISBN 4-06-260177-X
  11. 1996年3月11日発売[29]、ISBN 4-06-260178-8
  12. 1996年3月11日発売[30]、ISBN 4-06-260179-6

### 小説
- 庄司陽子 『生徒諸君！ 小説』 講談社〈講談社X文庫〉、1984年11月28日第1刷発行、ISBN 4-06-190016-1

### 画集
- 庄司陽子 『生徒諸君！イラスト集』 講談社〈フレンドDELUXE〉、1979年8月15日発行、ASIN B01LTIQLT0

## 映画
『生徒諸君！』は、西河克己監督、小泉今日子主演の1984年の日本映画である。日本ヘラルド映画配給。　

### キャスト
- 北城尚子（ナッキー/マール） - 小泉今日子
- 飛島峻 - 羽賀研二
- 北城未知子 - 岸田今日子
- 北城誠士 - 夏木陽介
- 岩崎祝 - 坂井徹
- 蒔枝校長 - 有島一郎
- 金田先生 - 伊藤克信
- 沖田成利 - 麻見和也
- 五月野舞子 - 高橋知子
- 清水 - 持留理砂
- 鎌坂 - 代ゆかり
- 田村僚一 - 井上周
- 医者 - 有川博
- 村の男 - 林家こん平
- 祖父 - 稲葉義男
- 祖母 - 野村昭子
- 若林志穂、小林まさひろ、長沢大、篠原靖治、小幡万里子ほか

### スタッフ
- 監督 - 西河克己
- 脚本 - 川邊一外、真船青子
- 音楽 - 馬飼野康二
- 主題歌 - 小泉今日子「The Stardust Memory」
- 撮影 - 小野正
- 美術 - 出川三男
- 照明 - 八亀実
- 録音 - 山本忠彦
- 調音 - 小尾幸魚
- 編集 - 石井巌
- 助監督 - 井上真介、植村新吉、長尾啓司、羽二生茂樹
- 現像 - 東京現像所
- プロデューサー - 瀬島光雄
- 製作者 - 市川晃一
- 製作協力 - バーニングプロダクション、松竹映像
- 企画 - 周防郁雄
- 製作 - 市川晃一事務所、フォーシーズン

### 製作
監督の西河克己は製作当時66歳で、18歳の小泉を撮ることに対して、「ある意味では、そういうことを度々やっているわけですから、戸惑いは勿論ない。まあ、またか、という感じ。僕のところへ大人の話は回ってこない。きっと向かないんでしょう。我々の商売は人が決めたことがきっと向いているんでしょう」などと述べている。小泉の演出にあたり、事前に曲を聴いたりといったリサーチしたが、初対面で陰のある暗い子で驚いた。シナリオを見ると病気で死ぬ双子の役があり、会う前は死ぬ暗い子の役の方が出来ないのではないかと考え、どう誤魔化したらいいか思案していたが、そちらの芝居は自然に出来て、むしろ明るく跳ね返った女の子の芝居が上手く出来なかった。それまで演出したアイドルのうち、榊原郁恵や森昌子は、待ち時間でもキャーキャーしていて、山口百恵はキャーキャーはしないが、じいっとしていた。ところが小泉は下を向いて落ち込んだ表情をして、普段は全然笑わず、笑顔が営業用と気付いた。「スターの価値は笑顔で決まる」を持論とする西河は戸惑ったという。アイドルの初主演作を任されることの多い西河は、その演出法について「会ってすぐその人の本性が分かるわけはないので、『この子はこういう子だ』と会った瞬間決める。迷ってると上手くいかないから、それが当たろうが外れようが仕方がない」などと述べている。

### 興行
東京渋谷東急、丸の内東映の他、全国約80館で封切された。

### 作品の評価

#### 批評家評
高橋源一郎は「『生徒諸君！』は、映画というよりは巨大なテレビ映画の上の単発ドラマといった方が早い。つまり、本当はシラケつつも、根性を決めてノッて見ることにしよう、という映画なのである。それはもう徹底的にアナクロであり、恥も外聞もありゃーしねえ、という爽快さが何といっても素晴らしいのだ。その堂々としたところでは、大真面目な百恵映画と正反対の方向をむきながら奇妙に一致してしまうのである」などと評している。

## テレビアニメ
1986年2月23日に、フジテレビ系「日生ファミリースペシャル」で、『生徒諸君！心に緑のネッカチーフを』のタイトルで放映された。「日生ファミリースペシャル」の最終作。

### 放送時間
- 日曜16:05 - 17:50（JST）
  - 『日曜スペシャル』を枠拡大して放送。

### キャスト
- 北城尚子 - 原田知世
- 北城真理子 - 島本須美
- 岩崎祝 - 古谷徹
- 沖田成利 - 堀川亮
- 五月野舞子 - 鶴ひろみ
- 小西初音 - つちやかおり
- 田村僚一 - 塩沢兼人
- 飛島峻 - 井上和彦
- 清水キャプテン - 富沢美智恵
- 生徒会長 - 中原茂
- 北城未知子 - 高島雅羅
- 北城誠士 - 伊井篤史
- 蒔枝校長 - 阪脩
- 金田巌 - 野島昭生
- 野口先生 - 小杉十郎太
- ソフトボール部員A - 高田由美
- ソフトボール部員B - 鷹森淑乃
- 東理佳
- 桜井敏治
- 吉川智子

### スタッフ
- 監督 - 日下部光雄
- 脚本 - 石川良、立花あずま
- 作画監督 - 飯村一夫
- 美術監督 - 新井寅雄
- 撮影監督 - 鳥越一志
- 音響監督 - 清水勝則
- 音楽 - 渡辺俊幸
- プロデューサー - 藤原正道、加藤博、宅間秋史
- 制作 - フジテレビ、東宝、葦プロダクション

### 主題歌
オープニングテーマ「ハートに落とした涙」
作詞 - 秋元康 / 作曲 - 小田裕一郎 / 編曲 - 船山基紀 / 歌 - つちやかおり（東芝EMI）
エンディングテーマ「答えはいらない」
作詞 - 秋元康 / 作曲 - 小田裕一郎 / 編曲 - 船山基紀 / 歌 - つちやかおり（東芝EMI）
| フジテレビ系 日生ファミリースペシャル | フジテレビ系 日生ファミリースペシャル | フジテレビ系 日生ファミリースペシャル |
| 前番組                                | 番組名                                | 次番組                                |
| ------------------------------------- | ------------------------------------- | ------------------------------------- |
| ナイン 完結編                         | 生徒諸君！ 心に緑のネッカチーフを     | （終了）                              |

## テレビドラマ

### 1980年版
1980年9月1日から1981年3月30日まで、テレビ朝日系で毎週月曜日、19:00 - 19:30に放映された。全28話。原作の中学卒業までをドラマ化している。埼玉栄東高等学校（現:栄東中学・高等学校）において撮影された。

#### キャスト
- 北城尚子 - 上田美恵
- 岩崎祝 - 田島理司
- 五月野舞子 - 金久保美幸
- 小西初音 - 古川雅子
- 田村僚一 - 安藤宏人
- 沖田成利 - 松村雄基
- 金田巌 - 市山登
- 杉山淑子 - 舟倉たまき
- 野口先生 - 田中隆
- 相原先生 - 福井友信
- 河合先生 - 木村修
- 蒔枝校長 - 友竹正則
- 北城誠士 - ささきいさお
- 北城未知子 - 鈴木弘子
- 北城真理子 - 古川ゆみ子
- 飛島峻[35] - 北詰友樹
- 岩崎靖子（祝の母）- 船場牡丹
- 祝の父 - 横山あきを
- 沖田の父 - 梅津栄
- 初音の母 - 金子勝美
- 舞子の母 - 霧静香
- 僚一の父 - 小寺大介
- 僚一の母 - 坂井すみ江
- 宮島里（尚子の祖母）- 三宅邦子（第16、19話）
- 宮島徳一郎（尚子の祖父） - 細川俊夫（第16、19話）
- 岩崎守 - 佐久田修
- 飛島遥 - 田中和洋
- 清水キャプテン - 明石美穂
- 鎌坂ひろ子（サブキャプテン） - 高橋淳子
- 守谷高雄 - 田鍋友啓

#### スタッフ
- プロデューサー：小泉美明（テレビ朝日）、鈴木武幸（東映）
- 監督：冨田義治、平山公夫、高橋正治
- 脚本：辻真先、中原朗、金春智子、曽田博久、平山公夫
- 音楽：武市昌久
- オープニング曲「ハーイ！生徒諸君！」 作詞：冬杜花代子・作曲：小林亜星・編曲：武市昌久・歌：山野さと子、スクールメイツ
- エンディング曲「悪たれ団へ」作詞：庄司陽子・作曲：小林亜星・編曲：武市昌久 ・歌：山野さと子、フィーリング・フリー
- 制作：テレビ朝日、東映

#### サブタイトル
| 話数 | 放送日        | サブタイトル                   | 脚本     | 監督     |
| ---- | ------------- | ------------------------------ | -------- | -------- |
| 1    | 1980年 9月1日 | ハーイ！アイアムうわさの転校生 | 辻真先   | 冨田義治 |
| 2    | 9月8日        | 片思いなんてもう古い！         | 辻真先   | 冨田義治 |
| 3    | 9月15日       | ガッツで飛びつけ！百本ノック   | 辻真先   | 平山公夫 |
| 4    | 9月22日       | ごめんねナッキー               | 辻真先   | 平山公夫 |
| 5    | 10月6日       | 走れ！さわやか体育祭           | 中原朗   | 冨田義治 |
| 6    | 10月13日      | 友情って痛いもの？             | 中原朗   | 冨田義治 |
| 7    | 10月20日      | 先生、大好き！結婚させちゃお   | 辻真先   | 平山公夫 |
| 8    | 10月27日      | もう一人のナッキー             | 辻真先   | 平山公夫 |
| 9    | 11月10日      | モナリザの涙                   | 中原朗   | 高橋正治 |
| 10   | 11月17日      | ウエディング大作戦             | 中原朗   | 高橋正治 |
| 11   | 11月24日      | がんばって、飛島先輩           | 辻真先   | 冨田義治 |
| 12   | 12月1日       | 最終試合は青春色               | 中原朗   | 冨田義治 |
| 13   | 12月8日       | 飛島さんが遠くに見える         | 辻真先   | 平山公夫 |
| 14   | 12月15日      | 期末試験必勝法                 | 中原朗   | 平山公夫 |
| 15   | 12月22日      | メリーXマス！友情に乾杯！      | 金春智子 | 平山公夫 |
| 16   | 1981年 1月5日 | 泣け！泣け！ナッキー           | 辻真先   | 平山公夫 |
| 17   | 1月12日       | よく学びよく遊べ               | 辻真先   | 平山公夫 |
| 18   | 1月19日       | チビが受験をあきらめた!?       | 辻真先   | 冨田義治 |
| 19   | 1月26日       | 母ちゃんの胸に                 | 中原朗   | 冨田義治 |
| 20   | 2月2日        | いじわる！ナッキー             | 辻真先   | 平山公夫 |
| 21   | 2月9日        | 愛のバレンタインデー           | 中原朗   | 平山公夫 |
| 22   | 2月16日       | バスケはチビの受験科目         | 中原朗   | 冨田義治 |
| 23   | 2月23日       | 神様！合格させてください       | 辻真先   | 冨田義治 |
| 24   | 3月2日        | 泣くか？笑うか？合格発表！     | 曽田博久 | 平山公夫 |
| 25   | 3月9日        | 悪たれ団対決！3対3             | 曽田博久 | 冨田義治 |
| 26   | 3月16日       | えっ!?ナッキーがスカウトされた | 平山公夫 | 平山公夫 |
| 27   | 3月23日       | ありがとう！金田先生           | 中原朗   | 平山公夫 |
| 28   | 3月30日       | さようなら、中学時代           | 辻真先   | 冨田義治 |

| テレビ朝日系 月曜19時台前半枠 | テレビ朝日系 月曜19時台前半枠     | テレビ朝日系 月曜19時台前半枠           |
| 前番組                        | 番組名                            | 次番組                                  |
| ----------------------------- | --------------------------------- | --------------------------------------- |
| 花よめは16歳                  | 生徒諸君！ 【当番組までドラマ枠】 | タイガーマスク二世 【ここからアニメ枠】 |

### 1987年版
1987年6月8日に、フジテレビ系「月曜ドラマランド」で放映された。

#### キャスト
- 北城尚子 - 伊藤美紀
- 北城真理子 - 伊藤美紀
- 岩崎祝 - 中村繁之
- 萩原流行
- 城戸真亜子
- 田中美奈子
- 北城未知子 - 赤座美代子

#### スタッフ
- 監督：内藤誠
- 脚本：石川良
- 制作：ホリプロダクション、フジテレビ
- 挿入歌：「小娘ハートブレイク」伊藤美紀（CBSソニー）

| フジテレビ系列 月曜ドラマランド     | フジテレビ系列 月曜ドラマランド | フジテレビ系列 月曜ドラマランド    |
| 前番組                              | 番組名                          | 次番組                             |
| ----------------------------------- | ------------------------------- | ---------------------------------- |
| タッチ（ドラマ版） （1987年6月1日） | 生徒諸君！ （1987年6月8日）     | みんなあげちゃう （1987年6月22日） |